# Lim xẹt
Lim xẹt còn gọi là lim sét, điệp, muồng kim phượng, phượng vàng; có danh pháp hai phần là: Peltophorum pterocarpum (Ptero: cánh; carpum: quả; nghĩa là cây có quả có cánh) thuộc phân họ Vang (Caesalpiniaceae), họ Đậu (Fabaceae).

## Mô tả
Trung mộc cao 20-25m, thân màu xám trắng, phân cành thấp. Lá kép lông chim hai lần, cành non và lá non có lông màu rỉ sét, lá có cuống chung dài: 25–30 cm mang 4-10 đôi lá cấp 1, mỗi lá cấp 1 mang 10-22 đôi lá chét, lá nhỏ thuôn đầu tròn. Hoa chùm tụ tán ở đầu cành có lông màu hoe đỏ như nhung dài 20–40 cm, hoa nhỏ 2 cm có năm cánh màu vàng, đáy có lông. Quả đậu, dẹt dài 10–12 cm có cánh.

## Phân bố
Cây nguyên sản mọc ở các loại rừng thưa, hậu rừng sác. Tại Việt Nam phân bố chủ yếu ở miền trung và Nam bộ: Từ Quảng Bình, Quảng Trị đến Khánh Hoà. Miền nam cây mọc tự nhiên ở Bình Dương, Đồng Nai. Miền Bắc cũng có một loài cây tương tự là cây muồng bắc có thân đen, tán lá thưa hơn tên khoa học Peltophorum tonkinensis hoặc P. dasyrrachis)

## Sinh trưởng
Là một trong những loài cây nhiệt đới điển hình, cây có biên độ sinh thái rất rộng, có khả năng sinh trưởng phát triển tốt trong nhiều điều kiện khác nhau: Vùng ven biển, trung du, miền núi. Cây có thể sống được trên nhiều loại đất, kể cả đất chua, chịu được nắng nóng, khô hạn. Đặc biệt cây có thể phát triển tốt trên vùng đất toàn cát ở ven biển.
Cây ưa sáng tái sinh hạt và chồi đều mạnh.

## Sử dụng
Cây được trồng rộng rãi làm cây cảnh (do cây có tán tròn đều và hoa nở rộ rất đẹp) và che bóng trên đường phố, công viên, công sở, trường học. Hiện một số thành phố lớn ở Việt Nam như Hải Phòng, Hà Nội, Đà Nẵng, Nha Trang, TP Hồ Chí Minh... Lim xẹt là một trong các loài cây chủ lực chiếm cơ cấu cao trong hệ thống cây xanh đô thị. TP Đà Nẵng đã đưa cây lim xẹt vào trong 5 loài cây chủ lực của TP.
Gỗ cây tương đối cứng được sử dụng làm trong ngành xây dựng, đóng đồ mộc.

## Hình ảnh

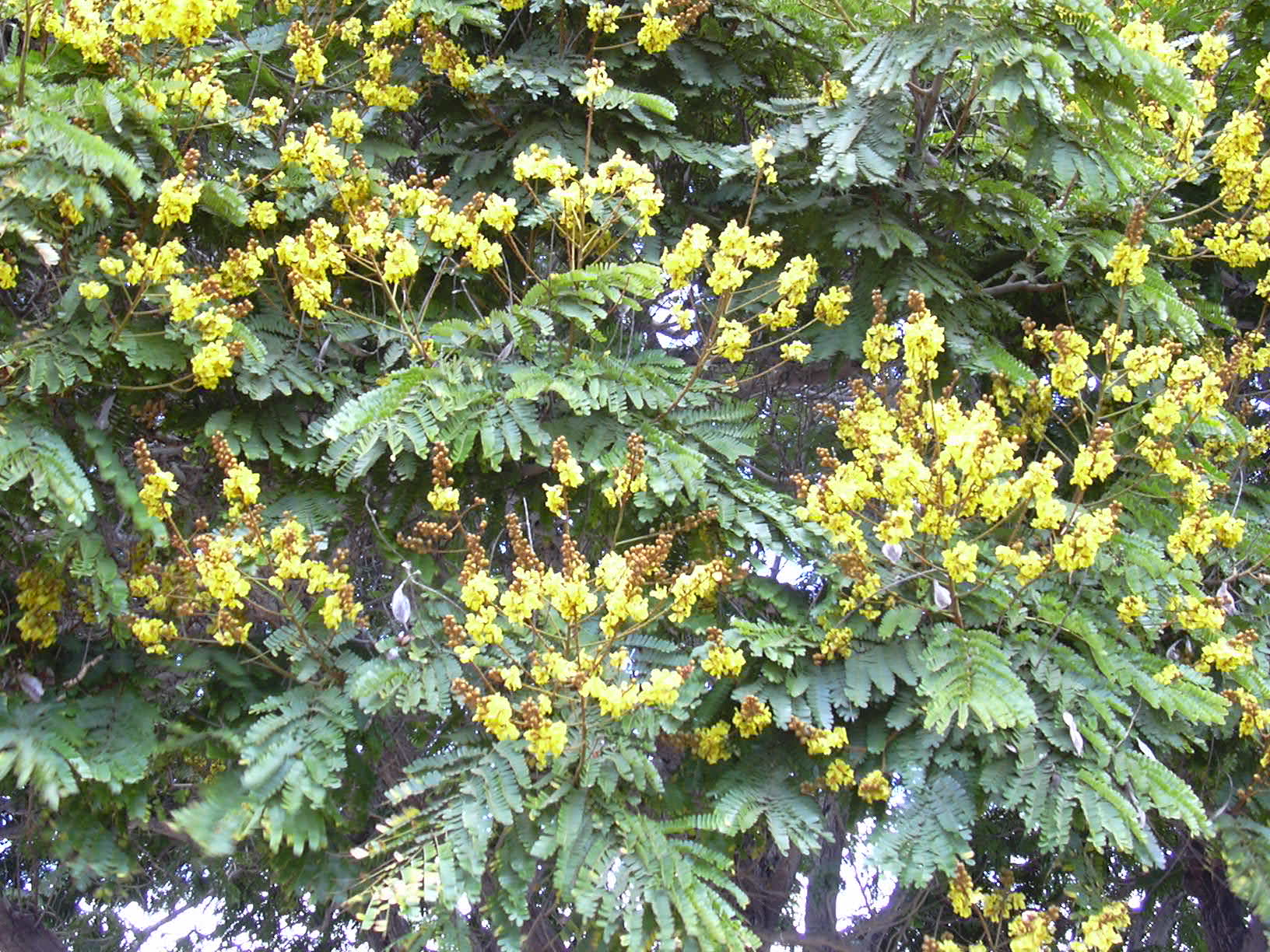
Tán lá và hoa
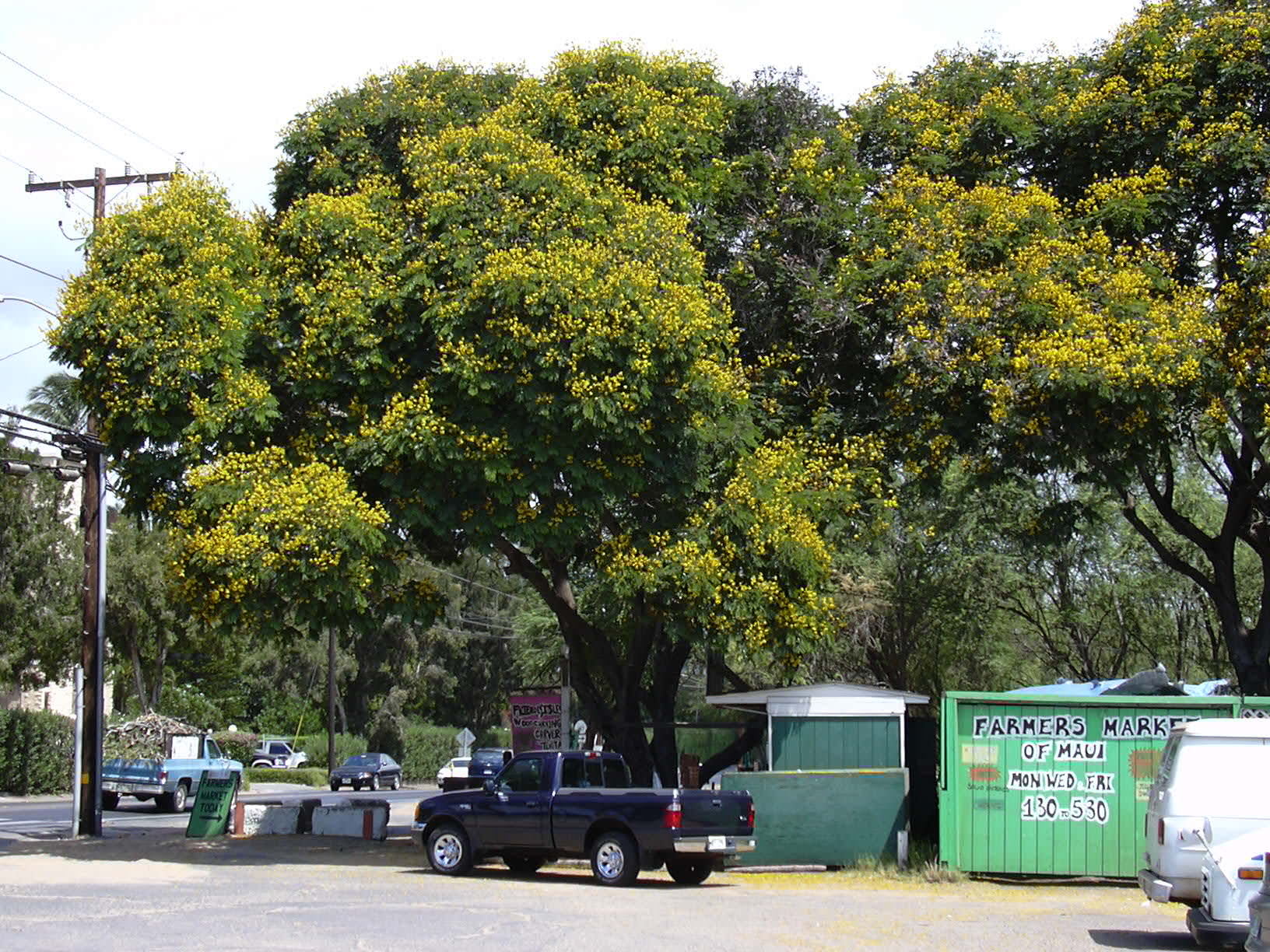
Cây
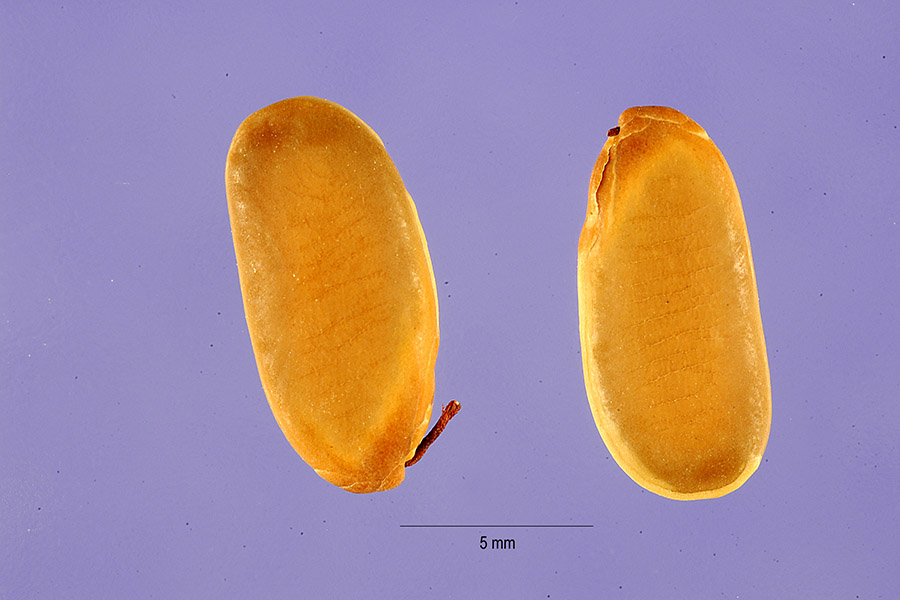
Hạt
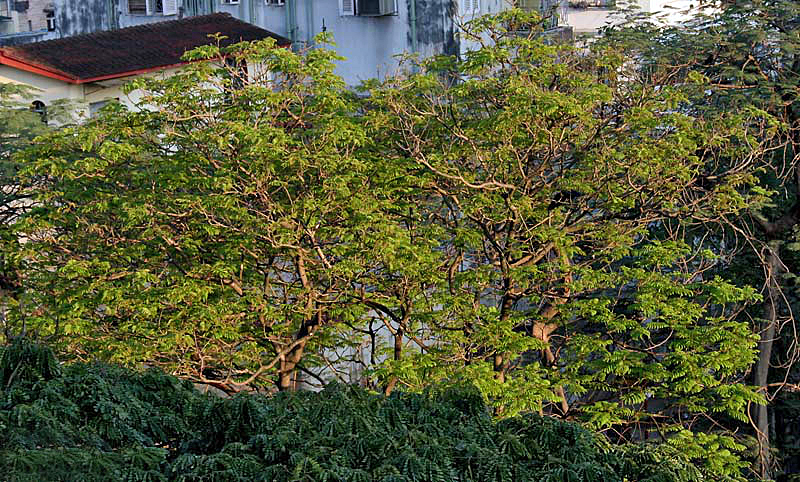
Cây ra lá mới tại Kolkata, Tây Bengal, Ấn Độ.
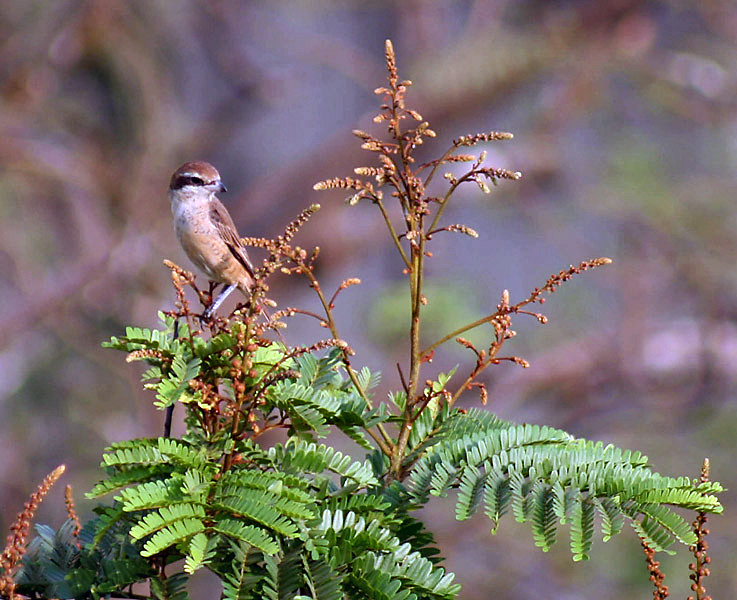
Lá và chồi tại Kolkata, Tây Bengal, Ấn Độ.
Quả đậu tại Kolkata, Tây Bengal, Ấn Độ.
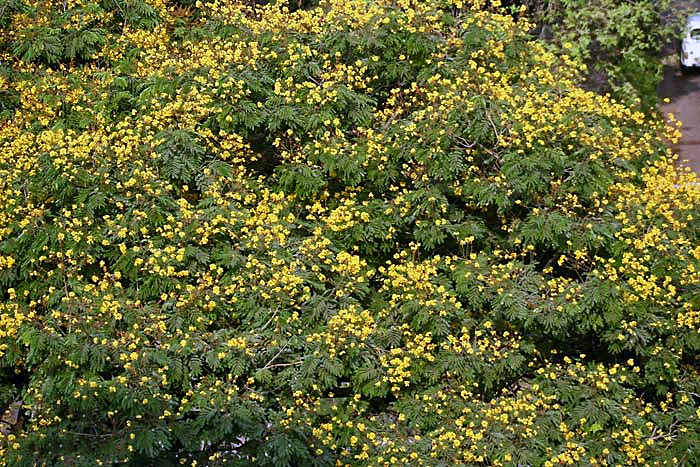
Hoa nở tại Kolkata, Tây Bengal, Ấn Độ.
Peltophorum pterocarpum (vàng) với Delonix regia (đỏ)